# Campeonato Pan-Pacífico de Natación de 2006
El X Campeonato Pan-Pacífico de Natación se celebró en Victoria (Canadá) entre el  17 y el 21 de agosto de 2006 bajo la organización de la Federación Internacional de Natación (FINA) y la Federación Canadiense de Natación.
Las competiciones se realizaron en el Saanich Commonwealth Place de la ciudad canadiense; las pruebas de aguas libres se disputaron en las aguas del lago Elk.

## Resultados en piscina

### Masculino
| Evento                    | Oro                                                                             | Plata                                                                       | Bronce                                                                            |
| ------------------------- | ------------------------------------------------------------------------------- | --------------------------------------------------------------------------- | --------------------------------------------------------------------------------- |
| 50 m libre (20.08)        | Cullen Jones Estados Unidos 21,84                                               | Roland Schoeman Sudáfrica 22,12                                             | Brent Hayden · Canadá · 22,22                                                     |
| 100 m libre (18.08)       | Brent Hayden · Canadá · 48,59                                                   | Jason Lezak Estados Unidos 48,76                                            | Eamon Sullivan Australia Roland Schoeman Sudáfrica 49,09                          |
| 200 m libre (17.08)       | Klete Keller Estados Unidos 1:46,20                                             | Park Tae-Hwan Corea del Sur 1:47,51                                         | Zhang Lin China 1:47,59                                                           |
| 400 m libre (19.08)       | Park Tae-Hwan Corea del Sur 3:45,72                                             | Zhang Lin China 3:47,07                                                     | Klete Keller Estados Unidos 3:47,17                                               |
| 800 m libre (17.08)       | Andrew Hurd · Canadá · 7:55,88                                                  | Troyden Prinsloo Sudáfrica 7:56,82                                          | Ryan Cochrane · Canadá · 7:58,32                                                  |
| 1500 m libre (20.08)      | Park Tae-Hwan Corea del Sur 15:06,11                                            | Erik Vendt Estados Unidos 15:07,17                                          | Takeshi Matsuda Japón 15:08,97                                                    |
| 100 m espalda (17.08)     | Aaron Peirsol Estados Unidos 53,32                                              | Ryan Lochte Estados Unidos 54,02                                            | Tomomi Morita Japón 54,38                                                         |
| 200 m espalda (19.08)     | Aaron Peirsol Estados Unidos 1:54,44 RM                                         | Michael Phelps Estados Unidos 1:56,81                                       | Tomomi Morita Japón 1:58,53                                                       |
| 100 m braza (18.08)       | Brendan Hansen Estados Unidos 59,90                                             | Brenton Rickard Australia 1:00,39                                           | Kosuke Kitajima Japón 1:00,90                                                     |
| 200 m braza (20.08)       | Brendan Hansen Estados Unidos 2:08,50 RM                                        | Kosuke Kitajima Japón 2:10,87                                               | Scott Usher Estados Unidos 2:11,49                                                |
| 100 m mariposa (19.08)    | Ian Crocker Estados Unidos 51,47                                                | Ryo Takayasu Japón 52,59                                                    | Takashi Yamamoto Japón 52,71                                                      |
| 200 m mariposa (17.08)    | Michael Phelps Estados Unidos 1:53,80 RM                                        | Ryuichi Shibata Japón 1:55,82                                               | Takeshi Matsuda Japón 1:56,20                                                     |
| 200 m estilos (20.08)     | Michael Phelps Estados Unidos 1:55,84 RM                                        | Ryan Lochte Estados Unidos 1:56,11                                          | Ken Takakuwa Japón 1:59,81                                                        |
| 400 m estilos (18.08)     | Michael Phelps Estados Unidos 4:10,47                                           | Robert Margalis Estados Unidos 4:13,85                                      | Thiago Pereira · Brasil · 4:18,44                                                 |
| 4 × 100 m libre (19.08)   | Estados Unidos Michael Phelps Neil Walker Cullen Jones Jason Lezak 3:12,46 RM   | Australia Eamon Sullivan Ian Thorpe Leith Brodie Kenrick Monk 3:14,60       | Canadá · Richard Say · Brent Hayden · Colin Russell · Matthew Rose · 3:16,12      |
| 4 × 200 m libre (18.08)   | Estados Unidos Michael Phelps Ryan Lochte Peter Vanderkaay Klete Keller 7:05,28 | Canadá · Brian Johns · Andrew Hurd · Brent Hayden · Colin Russell · 7:12,39 | Australia Leith Brodie Andrew Mewing Nicholas Ffrost Kenrick Monk 7:17,21         |
| 4 × 100 m estilos (20.08) | Estados Unidos Aaron Peirsol Brendan Hansen Ian Crocker Jason Lezak 3:31,79     | Japón Tomomi Morita Kosuke Kitajima Ryo Takayasu Takamitsu Kojima 3:35,70   | Australia Matthew Welsh Brenton Rickard Andrew Lauterstein Eamon Sullivan 3:36,15 |

## Resultados en aguas abiertas

### Masculino
| Evento        | Oro                                     | Plata                                     | Bronce                                |
| ------------- | --------------------------------------- | ----------------------------------------- | ------------------------------------- |
| 10 km (21.08) | Chip Peterson Estados Unidos 1:54:26,68 | Francis Crippen Estados Unidos 1:54:50,46 | Travis Nederpelt Australia 1:55,16,89 |

### Femenino
| Evento        | Oro                                    | Plata                                  | Bronce                            |
| ------------- | -------------------------------------- | -------------------------------------- | --------------------------------- |
| 10 km (21.08) | Chloe Sutton Estados Unidos 2:04:25,05 | Kalyn Keller Estados Unidos 2:04:29,08 | Tanya Hunks · Canadá · 2:05:01,03 |

## Medallero
| Núm. | País           | Oro | Plata | Bronce | Total |
| ---- | -------------- | --- | ----- | ------ | ----- |
| 1    | Estados Unidos | 26  | 18    | 4      | 48    |
| 2    | Japón          | 3   | 8     | 13     | 24    |
| 3    | Australia      | 2   | 4     | 11     | 17    |
| 4    | Canadá         | 2   | 2     | 4      | 8     |
| 5    | Corea del Sur  | 2   | 1     | 1      | 4     |
| 6    | Sudáfrica      | 1   | 2     | 1      | 4     |
| 7    | China          | 0   | 1     | 1      | 2     |
| 8    | Brasil         | 0   | 0     | 2      | 2     |
|      | TOTAL          | 36  | 36    | 37     | 109   |